# Grandes Êxitos (álbum de Ala dos Namorados)
c
Ala Dos Namorados - Grandes Êxitos é uma compilação da banda portuguesa Ala dos Namorados.

Contém 14 faixas e foi lançado em 2007 pela editora EMI.

Todos os temas já foram editados anteriormente.
Do álbum de estreia de 1994, Ala dos Namorados, foram aqui incluídos 4 temas : "Troca pingas", "Chão salgado", "No princípio" e "Lisboa ausente".
O segundo álbum, Por Minha Dama, de 1995, está representado por 3 faixas: "A História de Zé-Passarinho", "O dia incerto" e "Fado de cada um".
Mais três temas ("Há dias em que mais vale...", "Já sou grande" e "Eternidade (Quando te digo adeus)") foram escolhidos do terceiro álbum Alma de 1996.
Do primeiro trabalho ao vivo Solta-se o Beijo", de 1999, foi retirado o tema homónimo que abre esta compilação.
Por fim, do quarto de álbum de estúdio, Cristal do ano 2000", estão incluídos 3 temas:	"Fim do mundo (E ao cabo do teu ser)", "Siga a marinha" e "Luar um dia".

## Faixas
1. "Solta-se o Beijo
2. "Fim do mundo (E ao cabo do teu ser)"
3. "Há dias em que mais vale..."
4. "A História de Zé-Passarinho"
5. "Siga a marinha"
6. "Troca pingas"
7. "Luar um dia"
8. "Chão salgado"
9. "No princípio"
10. "O dia incerto"
11. "Já sou grande"
12. "Eternidade (Quando te digo adeus)"
13. "Fado de cada um"
14. "Lisboa ausente"